# 2022年中央廣播電視總台春節聯歡晚會
2022年中央广播电视总台春节联欢晚会，简称2022年央视春晚，是中央广播电视总台于2022年1月31日（农历辛丑十二月廿九除夕）为庆祝虎年新年到来而举办的综合性文艺晚会，由刘真担任总导演。本届央视春晚是自1983年开办以来的第40届央视春晚。

## 前期安排工作
2021年10月，有媒體報道央视2022年春晚在2021年国庆节前就已经建组，低调筹备春晚节目。
2021年11月，有參演演员向媒體爆料央视2022年春晚总导演由刘真出任，但未得到官方證實。
2022年1月5日，中央广播电视总台举行2022年春节联欢晚会独家互动合作项目发布会，宣布京东成为总台2022年春晚独家互动合作伙伴。
2022年1月10日，中宣部副部长、中央广播电视总台台长兼总编辑慎海雄审看2022年春节联欢晚会舞美设计。此次舞美设计以720度弧形屏幕打造沉浸式视觉效果，让球形舞台与一号演播厅整合为具有无限延展效果的立体“同心圆”。
2022年1月15日，中央广播电视总台发布2022年春节联欢晚会主视觉形象，广东省美术家协会副主席、深圳市美术家协会主席陈湘波设计的萌虎形象作为本年春晚的标识。
2022年1月21日，中央广播电视总台2022年春节联欢晚会进行第一次彩排。1月23日进行第二次彩排。1月25日进行第三次彩排。1月29日进行最後一次彩排。

## 播出时间

### 直播
- 中央广播电视总台：中国中央电视台综合频道（CCTV-1）（含港澳版，now寬頻電視541、澳广视71、港台电视33、香港有線電視341）、综艺频道（CCTV-3）、中文国际频道（CCTV-4）、国防军事频道（CCTV-7）、少儿频道（CCTV-14）、奥林匹克频道（CCTV-16）、农业农村频道（CCTV-17）、海外娱乐频道（CCTV-娱乐）、4K超高清频道（CCTV-4K UHD）、8K超高清频道（CCTV-8K UHD）、中国环球电视网各频道（纪录频道除外）、全国各地大部分卫星电视频道、地面无线电视频道、公交车移动电视频道、中央人民广播电台（音乐之声、经典音乐广播、文艺之声、台海之声、大湾区之声、南海之声、华语环球广播、中国交通广播）：北京时间2022年1月31日20:00:00-2022年2月1日00:29:59。
- 日本CCTV大富：日本標準時間2022年1月31日21:00:00-2022年2月1日01:29:59（中日双语播出）。
- 澳門綜藝頻道：澳門時間2022年1月31日20:00:00-2022年2月1日00:29:59（转播中央电视台中文国际频道高清亚洲版版本）
- 澳亞衛視：澳門時間2022年1月31日20:00:00-2022年2月1日00:29:59（转播中国中央电视台综合频道央视网源版本）
- 無綫財經·資訊台：香港時間2022年1月31日20:00:00-2022年2月1日00:29:59（转播中央电视台中文国际频道高清亚洲版版本）
- 香港國際財經台：香港時間2022年1月31日21:00-23:00、2022年1月31日23:30-2022年2月1日02:00（延時转播中央电视台中文国际频道高清亚洲版版本）
- 马来西亚高清八度空间：马来西亚时间2022年1月31日23:00-2022年2月1日02:00（转播中央电视台中文国际频道高清亚洲版版本）
- 泰國第5电视台：佛历2565年1月31日曼谷时间19:00-23:30（转播中央电视台中文国际频道高清亚洲版版本）
- 中央广播电视总台总部大楼（复兴路办公区）主楼以灯光秀的形式直播本届春晚，另外部分城市广场LED屏、电影院也同步转播本届春晚，同时还提供4K超高清频道（CCTV-4K UHD）及8K超高清频道（CCTV-8K UHD）大屏同步观看

### 重播
- 中国中央电视台以下频道亦进行了重播（重播的语言类节目均配有字幕，除特别注明外，均以北京时间为准）：
  - 综合频道：2月1日08:31-13:52（中插《新闻30分》）、2月1日22:35-2月2日03:20、2月2日12:38-17:29、2月3日14:03-18:49、2月4日08:31-13:52（中插《新闻30分》）。
  - 财经频道：2月1日11:30-16:17及19:31-00:20、2月2日19:31-00:20、2月3日12:00-16:48、2月4日09:03-13:49、2月5日20:30-01:19。
  - 综艺频道：2月1日00:47-05:21及13:13-18:16、2月3日00:45-05:19、2月4日04:47-09:39、2月5日13:33-18:25、2月7日21:06-01:58。
  - 中文国际频道（亚洲版）：2月1日09:00-14:44（中插《中国新闻》）及14:44-19:29、2月3日09:00-14:48（中插《中国新闻》）。
  - 农业农村频道：2月1日12:30-17:14、2月2日06:48-11:34、2月4日07:07-11:53
  - 少儿频道：2月5日22:05-收台
  - 4K超高清频道：2月2日12:59-17:33、2月3日20:00-收台、2月4日14:15-18:48、2月5日22:06-收台
  - 8K超高清频道：精编节目片段分散播出。
  -  日本CCTV大富：日本標準時間2月1日04:15-09:00、15:15-20:00
- 马来西亚高清八度空间：马来西亚时间2月1日7:00-10:00（录制中央电视台中文国际频道高清亚洲版版本）（与中国同步播出）
- 新加坡新传媒8频道：2月2日13:00-18:30（录制中央电视台中文国际频道高清亚洲版版本）

### 新媒体
- 本届春晚在央视春晚YouTube频道、中国环球电视网英语(小品部分转为CGTN自制节目)、法语频道同步直播，并接入高清信号，使用多码率、自适应直播。在YouTube上提供的春晚段视频去掉了赞助商互动环节。
- 中国国家版权局称经央视授权，央视网拥有独家享有通过网络传播本届春晚的权利，未经授权，禁止任何个人和机构非法传播本届春晚。
- 中国大陆央视国际网络有限公司授权爱奇艺、腾讯、优酷、快手、抖音、新浪微博、腾讯音乐、网易云音乐播出2022年央视春晚节目，所有被授权网站播出的春晚节目皆带有“央视网CCTV.com”的标识。
- 臺灣境内通过爱奇艺台湾站即可同步收看直播。
- 日本弹幕视频网站Niconico動畫于除夕夜直播春晚。
- 香港大公文汇网、香港商報、橙新聞、亚洲电视数码媒体于除夕夜直播春晚。

#### 多语言版本
- CCTV春晚Youtube频道上传英文、泰文、葡萄牙文、西班牙文、阿拉伯文、日文、法文、俄文、缅甸文跑马灯字幕版本，而CGTN西班牙语频道[9]和CGTN欧洲频道[10]则在Youtube上传西班牙语和英语版回放(仅歌舞类节目)。
- 泰國第5电视台：于佛历2565年2月4日播出由总台另行授权的泰文跑马灯字幕成片版本（左上角无央视台标）

## 节目单
- 总导演：刘真，副总导演：赵大治、于蕾、宋飞、田梅、邹为
- 主持人：任鲁豫、撒贝宁、尼格买提、李思思、马凡舒

| 序号 | 节目                                    | 表演者 |
| ---- | --------------------------------------- | --- |
| 1    | 开场《欢乐吉祥年》                      | 陶玉玲、张艺谋、葛优、张国立、徐帆、邓超、刘涛、萨日娜、贾乃亮、张若昀、宋祖儿、毛晓彤、陈伟霆、王宝强、田雨、高晓攀、尤宪超、陈永胜、谢娜、吴磊、孙涛、惠英红、陈妍希、樊雨洁、金遥源 |
| 2    | 歌曲《时代感》                          | 邓超、李宇春、易烊千玺 |
| 3    | 小品《父与子》                          | 孙涛、王雷、颖儿、方向、王弋萱 |
| 4    | 音乐短剧《万象回春》                    | 沙宝亮、王莉、刘迦 |
| 5    | 歌曲《春风十万里》                      | 殷秀梅、阎维文 |
| 6    | 小品《还不还》                          | 沈腾、马丽、常远、艾伦、王成思、许文赫 |
| 7    | 舞蹈诗剧《只此青绿》                    | 孟庆旸 |
| 8    | 景观太极《行云流水》                    | 杨顺洪、梁壁荧、杨德战 |
| 9    | 小品《喜上加喜》                        | 贾玲、张小斐、许君聪、泰维、刘宏禄 |
| 10   | 歌曲《这世界那么多人》                  | 韩红 |
| 11   | 戏曲《生生不息梨园情》                  | 杨少春、魏学雷、于泳、李根、宋保端 |
| 12   | 小品《发红包》                          | 贾冰、沙溢、包贝尔、任梓慧、余钦南、闫强 |
| 13   | 音乐脱口秀《快乐气氛组》                | 大张伟、王勉 |
| 14   | 魔术《迎春纳福》                        | 邓男子 |
| 15   | 武术短剧《乳虎啸春》                    | 周格特力加、河南塔沟武术学校 |
| 16   | 相声《欢乐方言》                        | 姜昆、戴志诚 |
| 17   | 少儿舞蹈《星星梦》                      | 赵芸熙 |
| 18   | 舞蹈《摆出一个春天》                    | 云南省普洱市澜沧县文化馆、云南省普洱市澜沧县民族文化工作队等 |
| 19   | 小品《休息区的故事》                    | 郭冬临、邵峰、韩云云、黄杨、姜力琳、张大宝 |
| 20   | 三星堆文物现场发布仪式                  | 张国立、冉宏林 |
| 21   | 创意舞蹈《金面》                        | 朱凤伟、王西 |
| 22   | 歌曲串烧《朋友》《ShaLaLaLa(莎啦拉拉)》 | 谭咏麟、钟镇涛、彭健新、陈友、曹荣臻 |
| 23   | 歌曲《真爱起舞》                        | 任嘉伦、王源、宋茜、吉克隽逸 |
| 24   | 相声《像不像》                          | 卢鑫、玉浩 |
| 25   | 歌曲《你是我生命中的礼物》              | 刘欢 |
| 26   | 歌曲《我们的时代》                      | 张也、吕继宏 |
| 27   | 歌曲《爱在一起》                        | 李荣浩、张韶涵 |
| 28   | 歌曲《黄河长江》                        | 陈坤、萧敬腾、王嘉尔、彭永琛 |
| 29   | 歌曲《春天的钟声》                      | 孙楠、谭维维 |
| 30   | 【零点钟声】                            | 神舟十三号乘组（翟志刚、王亚平、叶光富） |
| 31   | 冬奥特别设计《冰雪闪亮中国年》          | 陈燮阳、杜沛达、曾韵、龚启明、河北交响乐团、河北工业大学、河北工程大学、华北电力大学（保定）、张家口职业技术学院                                                                       |
| 32   | 国际奥委会主席托马斯·巴赫拜年           | 国际奥委会主席托马斯·巴赫拜年 |
| 33   | 冬奥主题歌曲《点亮梦》                  | 廖昌永、李玟 |
| 34   | 原生态情景表演《土地的歌》              | 谭学聪、谭飞、牟翼、舒毅、杨珏、何静、蒋磊、杜正强、丁文军、雷美凤、雷清梅、张银耀、巩中辉、李美娜、鄂温克旗小鹿艺术团等                                                               |
| 35   | 舞蹈《火锅奏鸣曲》                      | 重庆市歌舞团、北京亚舞工作室等 |
| 36   | 创意音舞诗画《忆江南》                  | 濮存昕、冯远征、李立群、丁志诚、阿云嘎、杨宗纬、郑棋元、蔡程昱 |
| 37   | 歌曲《欢乐时光》                        | 朱一龙、赵丽颖、王俊凯、郁可唯 |
| 38   | 歌曲《难忘今宵》                        | 李谷一、杨洪基、霍勇、伊丽媛 |

## 商业广告

### 报时赞助商

#### 整点报时
- 江苏宿迁洋河酒厂梦之蓝M6+：【旁白】美好的时代 值得更好的你 梦之蓝M6+诚邀您一起观看春节联欢晚会

#### 零点报时
- 江苏宿迁洋河酒厂梦之蓝M6+：【旁白】梦之蓝M6+恭祝全球华人新春快乐

### 赞助商
- 安徽亳州古井贡酒 年份原浆

### 独家互动合作伙伴
- 北京京东：发放总价值达15亿元的红包和实物

## 花絮
马凡舒为首次担任央视春晚的主持人，引发网民的热烈讨论。本届春晚小品《还不还》，由来自开心麻花团队创作，也是沈腾、马丽第六次在春晚的舞台上合作。而小品《喜上加喜》中，演员张小斐的衣服也登上热搜，在淘宝网上也出现了同款商品。
舞蹈诗剧《只此青绿》也登上了春晚舞台，其创作灵感来源于《千里江山图》。但由于时间限制，春晚上展示的仅为《只此青绿》的一段群舞。节目中出现的舞姿更被网民称为“青绿腰”，引发大量网民模仿，有医学专家发出提醒切勿盲目模仿。
景观太极《行云流水》由杨顺洪、梁壁荧、杨徳战三位武术、太极冠军表演，在上海、重庆、广州的“云端高楼”制作，其中上海的拍摄地为上海中心大厦和上海白玉兰广场，重庆的拍摄地为解放碑“云端之眼”。
本届春晚还邀请香港老牌乐队温拿乐队演唱歌曲串烧《朋友》及《ShaLaLaLa》。尽管乐队成员譚詠麟早前被爆出疑似「睡粉」事件，但仍舊獲邀上央視春晚，打破了内地对“失德藝人”的禁令。譚詠麟是繼1991年後在央視唱《水中花》後再次登上春晚舞台，還帶同溫拿成員鍾鎮濤、彭健新、陳友及資深音樂人曹榮臻表演。
另外，为纪念中国现代考古学诞生一百周年，中央广播电视总台邀请国家文物局在春晚合作设置“文物展示”特别环节，以三星堆为代表展示考古工作取得的成果。春晚现场，四川省文物考古研究院三星堆考古研究所所长冉宏林搭档演员张国立发布一件三星堆文物青铜大面具。
本届春晚在新媒体传播上首次引入竖屏直播模式，用户可通过央视频客户端、微信视频号“春晚”观看。为了保障竖屏视角下的春晚直播，春晚摄制团队专门安排了多个竖屏机位进行拍摄。此外，系统以轻量化、全IP部署实现高清、4K新媒体信号现场混合制作播出，以及横屏、竖屏的统一切换，实现跨屏直播新样态。

## 收视率
2月1日，央视公布本届春晚收视数据，截至1月31日24时，2022年春晚电视端直播平均收视率达21.93%。新媒体直点播用户触达49.32亿次，较2021年增加明显。视频号直播间点赞数超过3.5亿次，总评论数超过919万次，总转发数超过551万次。